# LGBT au Cameroun

Symbole LGBT au Cameroun.

Les personnes lesbiennes, gays, bisexuelles et transgenres (LGBT) au Cameroun font face à des situations que ne connaissent pas les citoyens non-LGBT. Les relations entre personnes LGBT y sont notamment criminalisées.

## Histoire

### Précoloniale
Chez les Bafia, l'homosexualité était considérée comme une « coutume nationale », et elle était vue comme la suite logique de l'amitié entre adultes. Les Bafia appelaient l'acte de pénétration anale entre adolescents « ji’gele ketön ».

### République unie du Cameroun

#### Présidence d'Ahmadou Ahidjo
À l'avènement de la République unie du Cameroun en 1972, l'État d'Ahmadou Ahidjo a entamé l’homogénéisation de la sexualité du peuple camerounais tout en supprimant la diversité sexuelle de la période pré-coloniale. Par conséquent, les minorités sexuelles, les hommes efféminés et les femmes masculines ont été perçus par la classe politique et la fonction publique comme des menaces à l'ordre sexuel, social et moral post-colonial et au mode de vie africain, qu'on compare au soi-disant mode de vie moderne, décadent et perverti des Occidentaux.
Cette homogénéisation est caractérisée par quatre composantes. En premier lieu, la sublimation de la sexualité reproductive et procréative ainsi que la sacralisation et la fétichisation des relations hétérosexuelles afin d'intégrer la domination sexuelle des hommes dans la fondation du pouvoir politique post-colonial.
En second lieu, l'essentialisation et la racialisation de la sexualité indigène africaine, c'est-à-dire la formulation de la théorie d'une sexualité africaine originelle purement et naturellement hétérosexuelle. Cette théorie réécrit l'histoire indigène en n'incluant que le plaisir hétérosexuel et invente la figure du Muntu, un homme africain hétérosexuel et libidineux.
En troisième lieu, la ségrégation et l'altérisation symbolique des individus homosexuels. Ainsi, l'homosexualité est dépeinte comme la conséquence d'une aliénation causée par le monde occidental. Elle est représentée comme un phénomène non africain, une maladie, un vestige du colonialisme européen, une forme de néocolonialisme et un mal que les Blancs auraient apporté en Afrique noire. Par voie de conséquence, les personnes homosexuelles, tels que les hommes gais et les femmes lesbiennes, sont vues comme que des agents impérialistes de l'Occident et comme des Africains déracinés et assimilés.
Dernièrement, la criminalisation et la diabolisation des pratiques homoérotiques et homosexuelles. En effet, au Cameroun, les individus attirés par des individus du même genre sont traités de délinquants sexuels, de sorciers et de sorcières et sont amalgamés avec l'impureté morale.

#### Présidence de Paul Biya
Pour l'État de Paul Biya, les minorités sexuelles servent de boucs émissaires à la crise sociale et économique camerounaise, considérés comme des ennemis internes qui compromettent l'unité et la pureté nationales et qu'il faut donc exterminer.
Dans les années 2000, l'imaginaire collectif camerounais croit que l'élite du régime de Paul Biya aurait acquis leur pouvoir politique et économique en subjuguant les « derrières » d'hommes moins puissants. Les opposants de la présidence de Paul Biya qualifient celle-ci d'« anusocratie » et de « pouvoir sodomiseur ». Dans le but de faire face à ce mécontentement populaire et de faire taire les accusations de vouloir « homosexualiser la société », le gouvernement démarre une campagne homophobe en 2005 avec l'arrestation, le 22 mai 2005, de onze hommes entre l'âge de 16 ans et de 32 ans accusés d'être homosexuels, au bar Élysée à Yaoundé.
Les représentants de l'État ont donc initié une « croisade » contre toute personne perçue comme homosexuelle, peu importe sa sexualité, ainsi qu'une intensification de leur persécution judiciaire et administrative. Cette répression est liée à la croyance d'un complot des homosexuels qui souhaitent transformer le Cameroun en Sodome et Gomorrhe. Pour la police et aux magistrats, l'homosexualité ne relève plus simplement du crime mais de l'occultisme, de la magie noire et de la sorcellerie. Plusieurs hommes gays et de femmes lesbiennes sont ainsi accusés d'être motivés par l'argent et de pouvoir absorber l'énergie vitale de leurs victimes grâce à la sorcellerie. Par exemple, en 2008, trois femmes lesbiennes de Ndikiniméki ont été inculpées d'homosexualité et de sorcellerie.

##### Affaire des homosexuels présumés
Début 2006, le journal camerounais La Météo a publié une liste d'homosexuels présumés parmi les personnalités politiques. D'autres journaux ont repris plus tard l'information et l'information a fait grand bruit au sein de la population camerounaise,.
Le rédacteur en chef du journal L'Anecdote, François Bikoro Obah, qui a repris ces accusations a déclaré avoir fait « œuvre de salut public » en dénonçant ces personnes. La quasi-totalité des journaux du Cameroun ont soutenu ces journaux dans leur démarche. Une poignée de médias camerounais ont cependant dénoncé ces délations. L'avocate Alice Nkom compte aussi parmi les rares personnalités à s'être investie pour défendre les personnes accusées d'actes homosexuels.
Si le régime n'a pas interdit ces journaux, le président Paul Biya a cependant appelé au respect de la vie privée. Mais au même moment, son gouvernement a commencé à mener des attaques ciblées contre les personnes homosexuelles, certainement pour ne pas être assimilé à ces suspicions. Les arrestations, souvent de jeunes hommes de milieux modestes, font suite à des dénonciations de voisins et finissent en procès ; l'Église catholique locale s'est mobilisée dans l'indignation populaire homophobe, comme le cardinal Tumi, qui organise en 2009 une marche contre l'homosexualité rassemblant 20 000 personnes. À l'homophobie se mêlent également un antimaçonnisme et des accusations de sorcellerie.
Un Camerounais poursuivi par la justice pour homosexualité témoigne que depuis cette affaire, les homosexuels font l'objet d'une véritable « chasse aux sorcières »,.
Un collectif d’avocats, composé de Me Michel Togué, défenseur des minorités sexuelles au Cameroun, de Me Alice Nkom (fondatrice en 2003 de l'Adefho), renforcé par Me Saskia Ditisheim, du barreau de Genève (et présidente d’ASF), a obtenu une première victoire le 7 janvier 2013 en faisant relaxer par la cour d’appel de Yaoundé deux jeunes homosexuels, Jonas Singa Kumie et Franky Djome, respectivement âgés de 22 et 23 ans, prévenus d’homosexualité et condamnés en première instance à la fin du mois de novembre 2011 par le tribunal d’Ekounou (quartier de Yaoundé) à la peine maximale encourue, c’est-à-dire cinq ans d’emprisonnement ferme et 200 000 francs (CFA) d’amende (soit 304 euros). C’est cette même juridiction qui, trois semaines auparavant, le 17 décembre 2012, avait confirmé la condamnation du jeune Roger Mbédé à la peine de trois ans d’emprisonnement sans sursis, pour homosexualité.
L'affaire a également conduit, fin 2006, à la création de l'association Alternatives-Cameroun.

##### Affaire Djomo Pokam
Le 21 août 2006, Djomo Pokam, un jeune étudiant, a été retrouvé mort dans l'Hôtel Hilton à Yaoundé. Son corps aurait été jeté du huitième étage et présentait des lésions aux parties génitales et des brûlures de fer à repasser. Un des suspects du meurtre était le président de la Chambre de commerce, d’industrie, des mines et de l’artisanat qui figurait dans la liste des homosexuels présumés.

##### Affaire Roger Mbédé
Roger Jean-Claude Mbede, né le 13 juin 1979 à Ntouessong, condamné le 17 décembre 2012 par la cour d'appel de Yaoundé (décision confirmative) à une peine de 3 ans d'emprisonnement ferme pour homosexualité, meurt le 10 janvier 2014, après avoir été déclaré coupable d'avoir envoyé par SMS « Je suis très amoureux de toi » à Christophe Foé Ndi, intendant principal de la présidence de la République et homme à la réputation sulfureuse,. Son affaire devient emblématique pour les défenseurs des droits des homosexuels au Cameroun,,.
Depuis les débuts de l’affaire, son traitement judiciaire a déclenché de nombreuses réactions internationales, notamment de la part d'Human Rights Watch et Amnesty International, ainsi que la condamnation pour la façon dont il est traité par les autorités étatiques. Le 3 juin 2011, Amnesty International déclare : « cet homme est un prisonnier d'opinion, détenu uniquement à cause de son orientation sexuelle »,.
Il avait pour avocats Me Michel Togué et Me Alice Nkom et cette dernière déclare à la suite de son décès « Je suis très affectée. J’ai perdu un enfant, il a été mon client... mais il est avant tout mon enfant. Nous avions un lien très fort. C’était mon fils ».

##### Affaire Éric Lembembé
Le 15 juillet 2013, Éric Ohena Lembembé, militant de la cause homosexuelle et journaliste, a été retrouvé mort à son domicile du quartier Étoudi à Yaoundé. Son corps présentait d'évidents et très présomptifs signes de torture :
« on lui a tiré la langue avec une tenaille, crevé les yeux, brisé des membres, et son corps a été entièrement brûlé au fer à repasser, jusqu'à la plante des pieds. »
Proche collaborateur de Human Rights Watch, qui a annoncé son décès, il était reconnu au Cameroun pour son combat en faveur des minorités sexuelles et présidait la CAMFAIDS (Cameroonian Foundation for AIDS), organisation qui lutte contre le VIH et pour les droits LGBT.
Le 17 juillet 2013, le département d'État américain dénonçait cet « assassinat barbare » et encourageait « les autorités camerounaises à diligenter sans délai une enquête approfondie ».
Un an plus tard, rien n'a bougé. Jeune Afrique rapporte : « Pas de relevé d’empreintes ni de photo du corps, un certificat de décès muet sur les causes de celui-ci et qui ne mentionne pas les sévices subis… Comme quasiment partout en Afrique subsaharienne, la justice camerounaise semble peu encline à protéger les droits des homosexuels. En revanche, elle fait preuve de zèle dans la répression ».

##### Affaire Marc Lambert Lamba
Le 21 mai 2005, Lamba, militant LGBT, est arrêté dans le cadre de l'affaire des « onze de Yaoundé ». Il est incarcéré et porte plainte contre le gouvernement camerounais, saisissant avec ses avocats le groupe de travail des Nations unies contre les détentions arbitraires, lequel lui donne gain de cause en 2006 et demande au Cameroun de revoir sa législation sur les droits humains. L'État n'a rien changé mais Marc Lambert a été acquitté après un an et douze jours de prison.

##### Affaire du Baileys
En 2014, un homme est condamné pour homosexualité après avoir commandé dans un bar un verre de Baileys, une liqueur à base de whisky irlandais et de crème. Le juge a estimé que la boisson était trop féminine pour être commandée par un homme, se fondant sur ce constat pour établir l'homosexualité du prévenu.

###### Attaques de 2022
En 2022, les forces de sécurité du Cameroun n'ont pas protégé des personnes lesbiennes, gays, bisexuelles, transgenres et intersexuées contre des attaques violentes et ont plutôt arrêté les victimes. Au 9 mars, au moins six à neuf personnes ont été arrêtées ou détenues. Deux d'entre elles ont été battues. L'organisation non-gouvernementale Human Rights Watch a enquêté par téléphone, interrogé des avocats et des militants pour les droits LGBTI, lu des rapports de ces groupes, des documents judiciaires, médicaux et visionné des images de blessures ou de dégâts.

###### Coming out de Brenda Biya
Brenda Biya, fille du président Paul Biya, fait son coming out sur les réseaux sociaux le 30 juin 2024, entraînant de nombreuses réactions dans le pays. Quelques jours plus tard, elle accorde une interview au journal Le Parisien où elle revient sur la réaction de sa famille,.

## Identités locales
Depuis les années 1990 au sein des métropoles de Yaoundé et de Douala, les jeunes hommes qui ont des rapports sexuels avec d'autres hommes ont adopté l'identité Nkoandengué. Un nom composé de deux anthroponymes masculins ewondo (Nkoa et Ndengué) signifiant « ce que font deux hommes » et qui englobe l'acte sexuel entre deux hommes et ceux qui le pratiquent. Pour une partie de cette minorité invisible, le fait de s'identifier en tant que « gay » est vu comme un moyen de se donner de l'importance auprès des expatriés occidentaux,.
À Douala, en 2007, dans le cadre d'une réponse à choix multiples, les hommes ayant des relations sexuelles avec d'autres hommes s'identifient comme suit :
- 49,1 % s'identifient comme bisexuels ;
- 40,7 % comme gais ;
- 30,5 % comme nkoandengué ;
- 25,1 % comme homosexuels ;
- 18,6 % comme branchés ;
- 16,2 % comme MSM ;
- 3 % se disent hétérosexuels ;
- 7,2 % ont refusé de se définir par rapport à leur sexualité.

## Contexte social

### Perceptions des minorités sexuelles dans la société
Selon un sondage d'Afrobaromètre, seulement 11 % des Camerounais toléreraient vivre à côté d'un homosexuel en 2015. En 2018, ce chiffre est tombé à 8 %.
Les femmes lesbiennes sont perçues comme des « femmes-hommes » qui ont perdu leur sensibilité féminine et les hommes gais sont vus comme des « hommes-femmes » qui ont été privés de leur pouvoir phallique d'autorité. Depuis 2005, les minorités sexuelles sont vues comme des personnes « sans identité fixe », dont on peut leur nier leurs droits citoyens fondamentaux. Les minorités sexuelles sont considérées comme des gens physiquement et spirituellement malades. À l'instar des théories psychiatriques de l'Europe du XIXe siècle, l'homosexualité est considérée comme une inversion sexuelle qui enfreint les « bonnes mœurs » et la libido « naturelle » du citoyen africain modèle.
Selon Basile Ndjio, l'existence des personnes gaies et lesbiennes remet en question l’ordre dominant hétéronormée et décrédibilise l'idéal masculin hétérosexuel du Muntu, c'est-à-dire l'homme africain, en tant que sujet refoulé, dont la sexualité est définie par une idéologie autoritaire hétérosexiste. Afin de gagner du respect et de l'autorité, il doit imposer sexuellement sa masculinité à travers la violence sexuelle.
De plus, la spectre d'« une homosexualisation de l'Afrique » menace l’historiographie postcoloniale en démystifiant une représentation essentialiste de la sexualité africaine qui la présente comme intrinsèquement hétéronormée. Les minorités sexuelles défient le pouvoir postcolonial bourgeois en affirmant que la sexualité africaine est complexe, ambivalente et évasive, contrairement à la vision exclusivement et essentiellement hétérosexuelle qu'il promeut. En effet, les « mademoiselles », hommes homosexuels qui préfèrent être passifs et renoncer à leur droit « naturel » sur les femmes, révèlent la masculinité africaine en tant que condition instable, maintenue précairement et perpétuellement en cours d'essai. L'homme africain homosexuel est un sujet courageux qui s'est affranchi d'une économie pénienne dominante en renversant l'économie morale des échanges sexuels organisés par le genre et en brisant le lien de soumission sexuelle des femmes par les hommes. L'homme gay africain perturbe et contre-carre le projet étatique d'unification et de totalisation des désirs et plaisirs. Aussi, les lesbiennes viriles qui exhibent l'imagerie du pouvoir et de l'identité masculins, qui rejettent le rôle de la femme africaine passive et défendent leur droit à la liberté et au plaisir sexuel et celles qui revendiquent la position normative de l'homme dans leurs rapports sexuels mettent en péril le patriarcat sexuel sur lequel se fonde le pouvoir postcolonial.

### Situation juridique

#### Dispositions légales internes
Le Cameroun est l'un des nombreux pays africains qui criminalisent l'homosexualité. L'homosexualité y est un crime depuis 1972.
En effet, aux termes de l'article 347-1 du code pénal camerounais, promulgué par la loi no 2016/007 du 12 juillet 2016 :

« Est punie d’un emprisonnement de six (06) mois à cinq (05) ans et d’une amende de vingt mille (20 000) à deux cent mille (200 000) francs, toute personne qui a des rapports sexuels avec une personne de son sexe. »

Hormis un simple toilettage typographique, ce texte est identique à l'ancien article 347 bis qui, à juste titre, de la part des juristes et des défenseurs des minorités sexuelles camerounaises (dont notamment Me Alice Nkom, présidente de l'Adefho), faisait l'objet de vives critiques tant sur le plan de la légalité interne qu'au regard des instruments internationaux relatifs aux droits de l'homme. À l'exception de l'argument relatif aux conditions d'introduction de ce texte dans le code pénal camerounais, effectué par le président Ahidjo par ordonnance du 28 septembre 1972 (sans passer par le processus légal d'élaboration de la loi par le parlement), les autres critiques restent pertinentes. En effet, cette disposition répressive contrevient à la loi sur la vie privée et l'inviolabilité du domicile, l'inculpation pour homosexualité nécessitant un flagrant délit, ainsi qu'aux traités internationaux relatifs aux droits de l'homme, la Constitution désignant le président comme « garant du droit des personnes ».

Par ailleurs, aux termes de l'article 347, réprimant l'outrage à la pudeur sur une personne mineure de seize à vingt et un ans :

« (1) Au cas où les infractions visées aux articles 295, 296 et 347-1 ont été commises sur la personne d'un mineur de seize (16) à vingt et un (21) ans, les peines prévues auxdits articles sont doublées. »

« (2) La juridiction peut dans tous les cas, priver le condamné de l'autorité parentale, de
toute tutelle ou curatelle pendant les délais prévus à l'article 31 du présent Code. »

#### Application de la loi
Si la loi homophobe est en vigueur depuis 1972, elle est réellement appliquée depuis le milieu des années 2000, et avec encore plus de sévérité depuis le début des années 2010, suivant un parallèle avec l'augmentation de la visibilité de la communauté LGBT sur Internet.
Me Nkom rappelle que les médecins sont incités à dénoncer les homosexuels venus se faire dépister contre le VIH et que le discours selon lequel l'homosexualité aurait été « importée par les Blancs » a du succès au Cameroun, véhiculé par des responsables politiques et religieux.
Des procès pour délit d'homosexualité ont régulièrement lieu au Cameroun.
Ainsi, en mai 2005, la gendarmerie a arrêté pour ce délit neuf personnes dans une discothèque de Yaoundé et 7 d'entre elles ont été condamnées à une peine de 10 mois d'emprisonnement.
En février 2006, deux Camerounais de 23 ans sont condamnés à un an de prison pour délit d’homosexualité. Un autre de 22 ans est détenu depuis fin 2004 pour le même motif mais est toujours en attente de jugement.
En 2021, deux jeunes LGBT de 24 et 27, dont une internaute transgenre, sont condamnés par le tribunal de Douala. L'une de leur avocate, Alice Nkom, fait appel. En 2020, on compte plus de 160 arrestations et 27 entre février et avril 2021. France 24 note que la communauté LGBT est de plus en plus traquée dans le pays. La plupart de ses membres doit vivre cachés. Alice Nkom indique qu'il suffit d'une simple dénonciation (jugeant la démarche, le ton de la voix, etc.) pour que le tribunal engage des poursuites. « Être homosexuel c'est vivre dans la terreur et la violence, la violence permanente ».
Selon Human Rights Watch, les forces de sécurité camerounaises ne protègent pas les personnes LGBTI contre les attaques violentes. Au Cameroun, la violence et les abus contre ces personnes ont augmenté en 2022[Combien ?].

#### Régulation des médias
Le Conseil national de la communication (CNC) publie en juin 2023 un texte demandant le retrait de programmes « laissant apparaître des scènes d'homosexualité », menaçant de suspendre les chaînes incriminées en cas de refus.
Le même mois, la visite prévue de Jean-Marc Berthon, ambassadeur français à la cause LGBT, est annulée, le gouvernement camerounais, ne souhaitant pas la tenue de débats publiques sur le sujet,. Il devait participer à un événement sur le sujet de la sexualité et du genre à l’Institut français de Yaoundé.
Un mois après sa sortie mondiale le 21 juillet 2023 et une semaine après sa diffusion au Cameroun le 16 août, le film Barbie est retiré des salles le 22 août 2023, à la suite d'une décision du ministère de la Culture pour « promotion de l'homosexualité ».
Le CNC suspend en septembre 2023 la diffusion de la chaîne Canal+ Elles pour « pratiques obscènes à tendance homosexuelle ».

## Personnalités camerounaises liées aux minorités sexuelles
- Charles Gueboguo, sociologue
- Joël Gustave Nana Ngongang, militant
- Alice Nkom, avocate
- Shakiro, militant
- BeBe Zahara Benet, drag queen
- Brenda Biya, fille du président Paul Biya, qui a fait son coming out en 2024

## Associations défendant les droits des minorités sexuelles
- Association de défense des homosexuels du Cameroun (Adefho), fondée en 2003 par Alice Nkom[49].
- Alternatives-Cameroun, fondé en 2006, cette association offre de l'aide juridique aux personnes arrêtées sur la base de l’article 347 bis des conseils médicaux par rapport au VIH et des services de dépistage du VIH[50].